# Ilija Milanow
Ilija Wenzislawow Milanow (bulgarisch Илия Венциславов Миланов; * 19. Februar 1992 in Lewski) ist ein bulgarischer Fußballspieler.

## Karriere

### Verein
Milanow begann seine Karriere bei Litex Lowetsch. Ohne zuvor jemals im Profikader gestanden zu haben, debütierte er im Mai 2010 in der A Grupa, als er am 30. Spieltag der Saison 2009/10 gegen den FK Sportist Swoge in der Startelf stand. Mit dem Verein wurde er in jener Saison bulgarischer Meister.
In der Saison 2010/11 absolvierte er sechs Spiele in Bulgariens höchster Spielklasse und konnte mit seinem Verein erneut Meister werden. In der Saison 2011/12 konnte sich Milanow in der Startelf von Litex Lowetsch etablieren und absolvierte 21 Spiele in der A Grupa, alle von Beginn an.
Im April 2013 erzielte er bei einer 2:1-Niederlage gegen Lewski Sofia seinen ersten Treffer in der Liga. In der Saison 2013/14 absolvierte er 25 Ligaspiele, in denen er ohne Treffer blieb. In der Saison 2014/15 kam Milanow seltener zum Einsatz: Er absolvierte 14 der 32 Saisonspiele, davon zehn von Beginn an.
In der Hinrunde der Saison 2015/16 kam er gar nur noch für die Zweitmannschaft von Litex Lowetsch in der B Grupa zum Einsatz. Daraufhin wechselte er, nachdem Litex Lowetsch im Dezember 2015 aus der A Grupa ausgeschlossen worden war, im März 2016 zu Beroe Stara Sagora. Für Beroe absolvierte er bis Saisonende vier Spiele in der A Grupa.
Im Februar 2017 wechselte er zum Ligakonkurrenten FK Neftochimik. Mit dem Verein musste er zu Saisonende in die B Grupa absteigen.
Daraufhin wechselte er im September 2017 zu Tscherno More Warna. Im Januar 2018 verließ er den Verein nach sieben Einsätzen wieder.

### Nationalmannschaft
Milanow spielte im März 2010 gegen Montenegro erstmals für Bulgariens U-21-Auswahl.
Im September 2012 stand er gegen Italien erstmals im Kader der A-Nationalmannschaft. Sein Debüt für diese gab er schließlich im Oktober 2012, als er im WM-Qualifikationsspiel gegen Dänemark in der 35. Minute für Georgi Iliew eingewechselt wurde.

## Erfolge
Litex Lowetsch
- Bulgarischer Meister: 2009/10, 2010/11

## Persönliches
Sein Zwillingsbruder Georgi ist ebenfalls Fußballspieler.